# Nečeraperef
Nečeraperef je bio egipatski princ 4. dinastije.

## Etimologija
Riječ nečer znači "bog". 

## Životopis
Nečeraperef je bio sin faraona Snofrua i njegove treće žene, te unuk Hunija. Rođen je u 4. dinastiji. Imao je nekoliko starije polubraće, jednu stariju polusestru, te nekoliko braće i sestara. Bio je mlađi polubrat faraona Kufua, Snofruovog nasljednika, te polustric faraona Džedefre i Kafre.
Nečeraperef je odrastao na kraljevskom dvoru sa svojom obitelji. Imao je naslov "kraljev sin". Bio je svećenik svom ocu i nadglednik inspektora.
Kad je umro, Nečeraperef je pokopan u mastabi u Dašuru, između Savijene i Crvene piramide, u kojoj mu je pokopan otac. U Dašuru su pokopani i Nečeraperefov brat Ijnefer i polubrat Kanefer. U Nečeraperefovoj grobnici su pronađene zdjele, vaze, pa čak i vrčevi za pivo, piće koje je bilo vrlo omiljeno u drevnom Egiptu, a pili su ga i muškarci i žene, i stari i mladi.
U grobnici je pronađena i stela na kojoj je prikazan sam Nečeraperef
. Stela se nalazi u Egipatskom muzeju u Kairu.

## Vanjske poveznice
|  | Zajednički poslužitelj ima još gradiva o temi Nečeraperef |